# Karl Schnabl
Karl Schnabl (ur. 8 marca 1954 w Villach) – austriacki skoczek narciarski, dwukrotny medalista olimpijski oraz brązowy medalista mistrzostw świata w lotach.

## Przebieg kariery
Austriak treningi zaczął w klubie z Achomitz.
Największym sukcesem Schnabla jest złoty medal na dużej skoczni podczas igrzysk olimpijskich w Innsbrucku w 1976. Był to pierwszy złoty medal olimpijski dla Austrii w narciarstwie klasycznym. Na skoczni normalnej wyprzedzili go dwaj skoczkowie z NRD: Hans-Georg Aschenbach i Jochen Danneberg. Kolejnym medalem był brąz na mistrzostwach świata w lotach w Tauplitz w 1975, gdzie lepsi okazali się tylko Karel Kodejška oraz Rainer Schmidt. Schnabl wygrał także klasyk w Holmenkollen w 1976.
Schnabl należał do „drużyny marzeń” razem z Aloisem Lipburgerem, Reinholdem Bachlerem, Willim Pürstlem oraz Tonim Innauerem.
W 24. Turnieju Czterech Skoczni zajął drugie miejsce w klasyfikacji generalnej (7. miejsce w Oberstdorfie, 2. miejsce w Garmisch-Partenkirchen, 2. miejsce w Innsbrucku i 4. miejsce w Bischofshofen), a rok wcześniej zajął trzecie miejsce, wygrywając w Ga-Pa, Innsbrucku i Bischofshofen, co jednak nie pozwoliło mu wygrać Turnieju, ponieważ w Oberstdorfie zajął 35. miejsce. W karierze Austriak trzykrotnie wygrał zawody TCS. Wziął także udział w mistrzostwach świata w Falun w 1974, gdzie zajął czwarte miejsce na normalnej skoczni, przegrywając walkę o brązowy medal z Aleksiejem Borowitinem o 0,6 punktu.
W latach 1975, 1976 i 1977 zdobywał tytuł mistrza Austrii na normalnej skoczni.
W połowie lat 90. XX wieku Schnabl kierował Instytutem Medycyny Sportowej w Karyntii.

## Igrzyska olimpijskie
| Miejsce | Dzień     | Rok  | Miejscowość | Konkurs                         | Wynik     | Strata    | Zwycięzca             |
| ------- | --------- | ---- | ----------- | ------------------------------- | --------- | --------- | --------------------- |
| 3.      | 7 lutego  | 1976 | Innsbruck   | Skocznia normalna indywidualnie | 242.0 pkt | -10.0 pkt | Hans-Georg Aschenbach |
| 1.      | 15 lutego | 1976 | Innsbruck   | Skocznia duża indywidualnie     | 234.8 pkt | -         | -                     |

## Mistrzostwa świata
| Miejsce | Dzień     | Rok  | Miejscowość | Konkurs                         | Wynik     | Strata   | Zwycięzca     |
| ------- | --------- | ---- | ----------- | ------------------------------- | --------- | -------- | ------------- |
| 4.      | 18 lutego | 1978 | Lahti       | Skocznia normalna indywidualnie | 249.4 pkt | -3.8 pkt | Matthias Buse |

## Mistrzostwa świata w lotach
| Miejsce | Dzień     | Rok  | Miejscowość | Konkurs            | Wynik     | Strata     | Zwycięzca      |
| ------- | --------- | ---- | ----------- | ------------------ | --------- | ---------- | -------------- |
| 3.      | 14 marca  | 1975 | Tauplitz    | Loty indywidualnie | 503.5 pkt | -9.0 pkt   | Karel Kodejška |
| 32.     | 20 lutego | 1977 | Vikersund   | Loty indywidualnie | 287.0 pkt | -277.5 pkt | Walter Steiner |